# 藤沢市図書館
藤沢市図書館（ふじさわしとしょかん）は神奈川県藤沢市の公立図書館である。湘南台にある総合市民図書館・点字図書館をはじめ南市民図書館、辻堂市民図書館、湘南大庭図書館、および他11か所の市民図書室がある。2015年(平成27年)の蔵書合計は139万4000冊で、神奈川県内の市区町村立図書館では横浜市、川崎市に次ぐ蔵書数である。市民一人あたりの年間貸出冊数も多い。図書貸出について近隣の横浜市立図書館、鎌倉市図書館と相互連携している。

## 歴史
藤沢市図書館は第二次世界大戦終了後に始まった。
- 1948年（昭和23年）7月1日、西富216番地（国鉄東海道線の北側）に藤沢市立図書館誕生[7]
- 1951年（昭和26年）
  - 4月 - 市立図書館が藤沢2020番地（国鉄東海道線の南側）に移転[7]、貸出しも開始
  - 6月20日 - 市立図書館、点字図書の蔵書を開始[7]
- 1963年（昭和38年）10月1日、鵠沼東（藤沢市民会館の南隣り）に中央図書館が新築・開館[8][7]
- 1969年（昭和44年）7月1日 - 移動図書館そよかぜ号、運行開始[7]
- 1981年（昭和56年）
  - 1月5日 - 中央図書館、視聴覚ライブラリー運営開始[7]
  - 12月26日 - 中央図書館、障害者向け郵送貸出開始[7]
- 1986年（昭和61年）10月25日 - 総合市民図書館が湘南台に開館[7]。以後の基幹となる
- 1987年（昭和62年）6月16日 - 旧中央図書館、南市民図書館としてリニューアルオープン[7]
- 1988年 - 総合市民図書館、日本図書館協会建築賞を受賞
- 1990年（平成2年）5月11日 - 神奈川県立図書館とオンライン連携開始[7]
- 1991年（平成3年）9月4日 - 慶應義塾大学湘南藤沢キャンパスのメディア・センターと相互協力開始[7]
- 1993年（平成5年）7月4日 - 辻堂市民図書館、開館[7]
- 1994年（平成6年）6月25日 - 日本大学農獣医学部図書館との相互協力開始[7]
- 1995年（平成7年）5月17日 - 藤沢市、中国遼寧省瀋陽市の遼寧大学日本研究所へ図書500冊寄贈[9]
- 1996年（平成8年）
  - 1月18日 - 遼寧大学より図書20冊受領[7]
  - 5月 - 藤沢市、茅ヶ崎市・寒川町との相互広域利用制度開始[7]
- 1997年（平成9年） 3月 - 移動図書館そよかぜ号が引退[7]
- 1998年（平成10年）10月 - 鎌倉市図書館との連携を開始。
- 1999年（平成11年）
  - 7月1日 - インターネットによる蔵書検索サービス開始[7]
  - 姉妹都市の米国フロリダ州のマイアミビーチ市図書館より図書の寄贈
- 2000年（平成12年）4月29日 - 湘南ライフタウンに湘南大庭図書館の開館[7]
- 2001年（平成13年）9月1日 - 障害者・高齢者を対象に宅配貸し出しサービスを開始[7]
- 2006年（平成18年） - インターネットでの予約資料の受け取り開始
- 2010年（平成22年）4月1日 - 綾瀬市、大和市と相互利用協定を締結し、同7月1日から相互利用が可能となった[10]。
- 2017年（平成29年）2月7日 - 横浜市と相互利用協定を締結し、同3月1日から相互利用が可能となった[11]。
- 2019年（令和元年）7月1日 - 南市民図書館がODAKYU湘南GATE6Fへ移転
- 2020年（令和2年） 4月11日から5月31日まで、新型コロナウイルス感染症対策のため市民図書館・図書室すべてが休館・休室した。
- 2022年11月、各市民図書室別の貸出証カードを廃して、四図書館共通の貸出証カードを使えるようにした。

## 市民図書館と市民図書室
5か所の図書館と11か所の市民（行政）センターの中に市民図書室がある。図書室は蔵書数が少ないが、インターネットで予約した市内図書館の蔵書の取り寄せ、返却も最寄りの図書室で行うことが可能である。位置などの詳細は藤沢市民図書館および市民図書室を参照。

### 総合市民図書館
藤沢市総合市民図書館は、藤沢市湘南台7丁目18-2に位置する、同市の中央図書館である。
2018年度における蔵書は図書465,857冊。内訳は一般書323,320冊、児童書77,963冊、地域資料43,884点など。他に雑誌34,076点、視聴覚資料が44,449点というように、文学者・思想家の個人全集、日本史資料集、文学全集、視聴覚資料、参考図書、地域資料、マイクロフィルム、児童書などが充実している。
- 第4回日本図書館協会建築賞優秀賞(1988年)

#### 施設構造
南側壁面をガラス張りとし、地下階の児童書コーナー「子ども図書館」には積極的に自然光を取り入れつつも、同コーナーを吹き抜けとしたことで開放感をもたせ、同時に地上階部の照度が明るすぎないよう配慮されている。また建物南側はドライエリアとし、採光性とともに災害時における地下からの脱出経路を確保している。地下階は児童書コーナーの他、閉架式書庫、駐車場などが設けられている。地上1階は一般書、雑誌、地域資料などの開架式書庫や閲覧席が配置され、2階は視聴覚ライブラリー、80人収容のホール、小規模な会議室が設けられている。

#### 建物概要
- 地上2階地下1階
- 延床面積：4,725.93 m²
  - 地階：1,848.73 m²　- 子ども図書館、書庫、点字図書館
  - 1階：2,220.30 m² - 一般書、雑誌、閲覧席、貸出受付、調査研究室など
  - 2階：656.90 m² - ホール、第1～3会議室、視聴覚ライブラリー

#### 立地
小田急江ノ島線湘南台駅より徒歩10分。湘南台中学校と一般住宅に囲まれた、湘南台駅付近でも比較的閑静な一角にある。駐車場は併設の地下駐車場のほか、近隣の市営湘南台駐車場が指定されており、いずれも2時間まで無料。

#### その他
- 構成員の過半数が藤沢市民である、等の諸条件を満たす団体であれば、2階の会議室やホールを団体登録および予約の上で利用可能[13]。他の藤沢市図書館も同様である。
- アニメ「青春ブタ野郎はバニーガール先輩の夢を見ない」の冒頭で、主人公が先輩と出会う場面の舞台となった[注釈 4]。

### 点字図書館
点字図書2760冊、録音図書3100タイトル、デイジー図書3600タイトル。総合市民図書館内に併設するが、同館と異なり土日祝日は休館し、開館時間も異なる。

### 南市民図書館
南市民図書館(藤沢市南藤沢21-1、北緯35度20分15秒 東経139度29分16秒 / 北緯35.3375734度 東経139.4876964度)は、1963年(昭和38年)に開館した藤沢市中央図書館がその前身である。中央機能を総合市民図書館に移転することとなり、改装と仮開館時期を経て1987年(昭和62年)6月16日に開館。建物老朽化に伴い、2019年(平成31年)4月1日より同年(令和元年)6月30日まで一時休館、7月1日に現在地へ暫定移設された。
移転後は蔵書数が減少し、約12万冊。海に関するコーナー、藤沢市ゆかりの絵本作家かこさとしコーナー、LPレコードのコレクションがある。

#### 施設構造
テナント型商業施設であるODAKYU湘南GATEの6階フロア全体を占める。なお、同フロアの一部は市民ギャラリーとなっている。フロア北側の窓際にある閲覧席より藤沢駅南口を一望することができる。閲覧席の一角には、大島渚が生前愛用していたテーブルと椅子が設置されている。
旧建物は施工時期が古く館内にエレベーターが無いうえ、中二階構造のためバリアフリーの観点で問題があったが、移転によって解決した。

#### 建物概要
- 地上7階建(ODAKYU湘南GATE) 6階フロア
- 延床面積：1,388.65 ㎡[2] (参考)6階面積 1,952.33 ㎡[14]
  - 一般書、児童書、新聞・雑誌コーナー、郷土資料コーナー他
  - 閲覧席（一般席 63、車椅子優先席 3）
  - 第1会議室(18人)、第2会議室(8人)、展示室

#### 立地
藤沢市の中心部、藤沢駅南口に面し、交通至便である。建物2階には江ノ電藤沢駅が隣接するほか、JR東日本東海道本線・小田急電鉄江ノ島線藤沢駅とは屋根付連絡通路で直結している。徒歩2分。ただし、利用者用の指定駐車場は駅北口の朝日町駐車場に限られ（藤沢市役所に隣接、2時間まで駐車無料）、近隣に多数ある民間駐車場との提携サービスはない。

#### 2019年移転までの建物概要
藤沢市中央図書館 - 松田平田設計にて館内の写真を見ることができる。
- 所在地：藤沢市鵠沼東8-2[16]、北緯35度19分57秒 東経139度29分22秒 / 北緯35.332464度 東経139.489504度
- 地上2階地下1階[16]
- 設計：松田平田設計[17]
- 延床面積：1,314.7 ㎡[16]
  - 地階：54.74 m²　- 機械室、倉庫[16]
  - 1階：698.33 m² - 一般書、児童書、児童カウンター[16]
    - 中2階：一般書、カウンター[16]

  - 2階：656.90 m² - 閲覧室、ヤングアダルトコーナー、第1～2会議室、CDコーナー[16]

### 辻堂市民図書館
蔵書18万冊。環境問題図書コーナーを設置。辻堂駅より徒歩4分

### 湘南大庭図書館
蔵書33万冊。医療情報コーナーや、藤沢市ゆかりの著者の著書を所蔵する藤沢市民文庫（ZS番号）がある。鉄道駅から離れているが駐車場に限りがあり、バスの利用が望ましい。

### 市民図書室
市民図書室は規模が小さいが、市内各所の市民センター・公民館に付属して11か所（遠藤・片瀬・鵠沼・御所見・善行・長後・辻堂・藤沢・六会・村岡・明治）ある。以前は各図書室専用の貸出証が発行されていたが、2022年11月から四図書館共通の貸出証カードが使えるようになった。図書室には返却ポストが無いため、図書館から取り寄せた資料を含めて開室時間内に返却する必要がある。

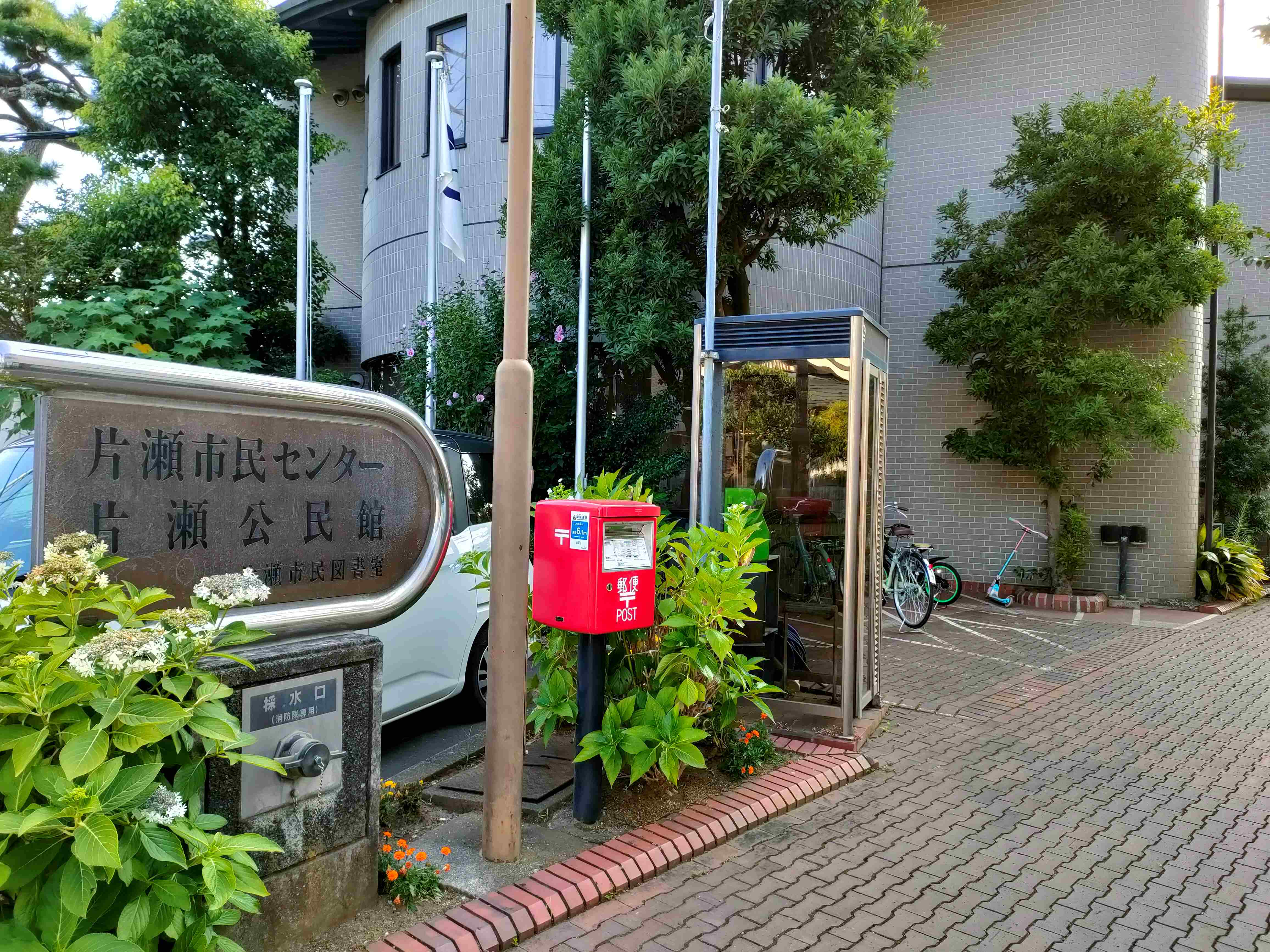
片瀬市民図書室は片瀬市民センター・公民館に付属
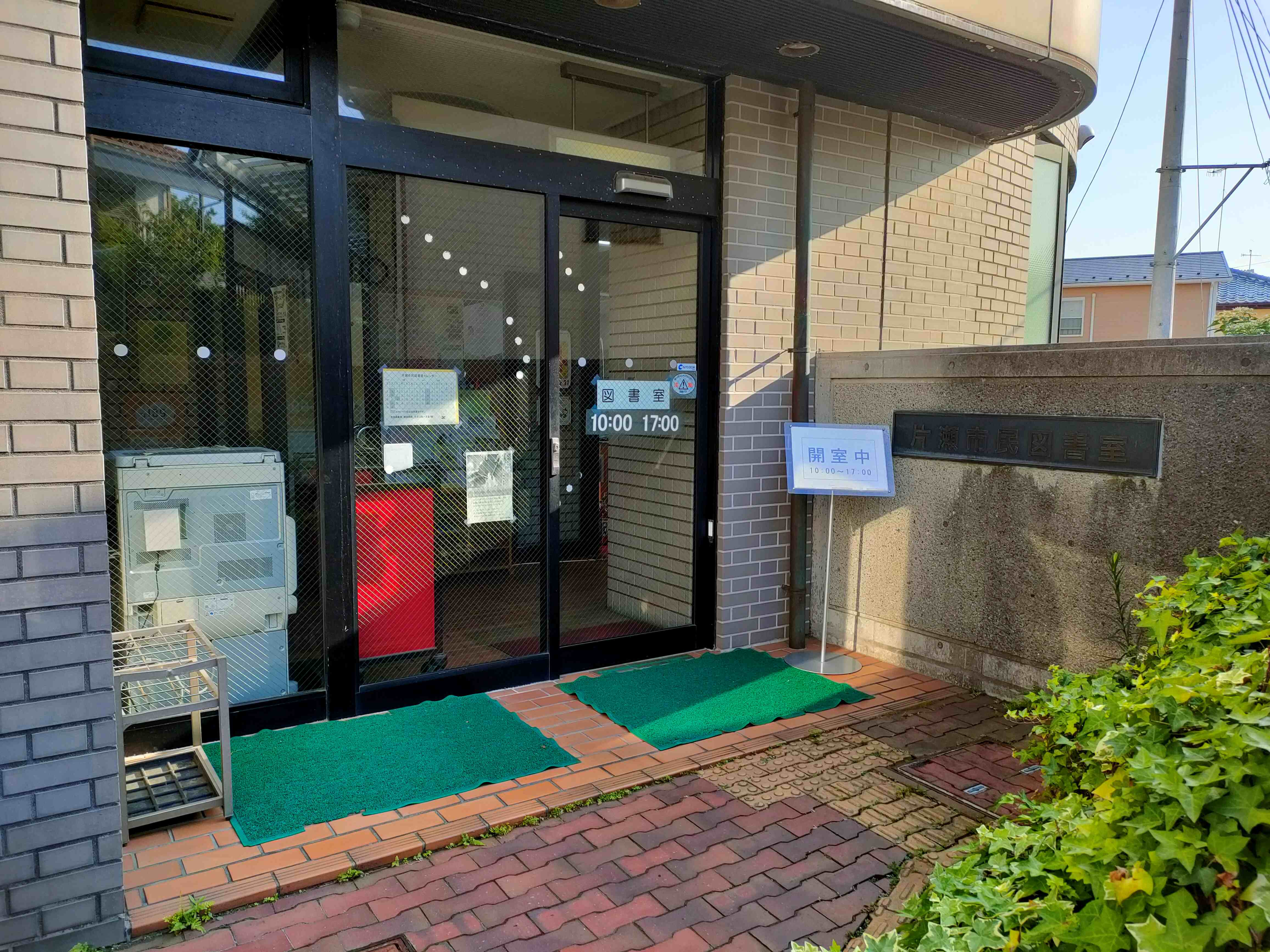
片瀬市民図書室の入口

## 広域利用
藤沢市在住であれば、横浜市・鎌倉市・茅ヶ崎市・大和市・綾瀬市・寒川町立図書館蔵書の貸出サービスが利用できる。同時に、これらの自治体在住であれば藤沢市内5館の蔵書貸出可能。ただし横浜市との相互利用提携は他と異なるため、資料の予約ができない。

## 市内大学図書館との提携
藤沢市内の大学図書館と相互利用協定が結ばれており、蔵書の相互貸借にとどまらず、規定の年齢に達した藤沢市民は所定の手続きを経て下記の大学図書館を直接利用することができる。ただし利用しようとする大学と(藤沢市内外に関わらず)異なる学校の生徒は、いずれも利用不可能。また、所持する許可証（名称は大学ごとに異なる）の本人のみ入構が許可され、同伴は認められない。大学ごとに利用条件や規則が異なるため、「図書館の相互協力」（藤沢市図書館）や各図書館の案内で確認のこと。
対象となる大学図書館 (2020年(令和2年)現在)
- 慶應義塾大学湘南藤沢メディアセンター
  - 18歳以上（他学校の学生は対象外）の藤沢市民（茅ヶ崎市民の一部を含む[注釈 6]）、および藤沢市在勤者が対象[21]。
  - 図書利用券の発行は有償で、申請年度内に限り有効。
  - 他キャンパスの図書館蔵書は対象外。
  - 資料の閲覧。貸出サービスは図書、視聴覚資料とも可能。パソコンなどの各種端末は利用不可。

- 日本大学図書館生物資源科学部分館
  - 20歳以上（他学校の学生・教職員は対象外[22]）の近隣4市（藤沢市、綾瀬市、座間市、茅ヶ崎市）の市民および在勤者が対象[23]。
  - 利用者カードは申請年度内に限り有効。
  - 資料の閲覧。貸出サービス対象は図書のみ。検索用端末以外のパソコンは利用不可。

- 湘南工科大学附属図書館
  - 20歳以上（他学校の学生・教職員は対象外[24]）の藤沢・茅ヶ崎両市民（在勤者は不可）が対象[25]。
  - 図書館利用カードは申請年度内に限り有効。
  - 資料の閲覧。貸出サービス対象は図書のみ。論文データベースへのアクセス不可。

- 多摩大学湘南キャンパス図書館
  - 20歳以上（他大学の学生、受験生は対象外）の藤沢市民（在勤者は不可）が対象[26]。
  - 図書館利用証は有償発行。
  - 他キャンパスの図書館蔵書は対象外。
  - 貸出サービス対象は図書のみ。なお、資料閲覧のみの利用は極力避けるよう案内されている[注釈 7]。

## 参照項目
- 藤沢市文書館
- 横浜市立図書館
- 鎌倉市図書館
- 茅ヶ崎市立図書館